# Aleuroclava neolitseae
Aleuroclava neolitseae là một loài côn trùng cánh nửa trong họ Aleyrodidae, phân họ Aleyrodinae.
Aleuroclava neolitseae được Takahashi miêu tả khoa học đầu tiên năm 1934.